# Lentföhrden
Lentföhrden ist eine Gemeinde im Kreis Segeberg in Schleswig-Holstein. Waldberg und Lohn liegen im Gemeindegebiet.

## Geografie und Verkehr

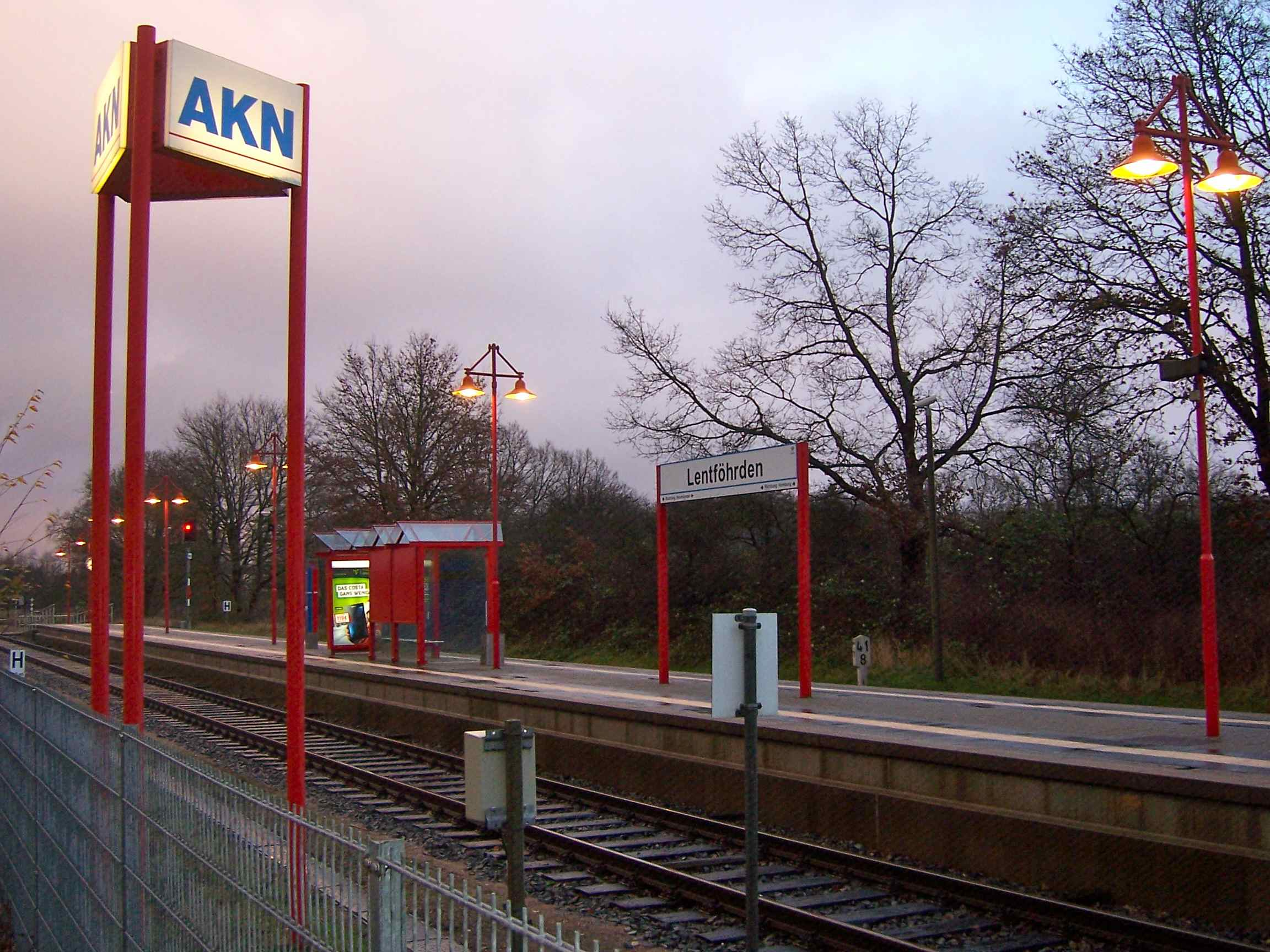
Der AKN-Bahnhof Lentföhrden im Norden der Gemeinde

Lentföhrden liegt in einem ausgedehnten Moor- und Heidegebiet, das jedoch zum Teil aufgeforstet wurde.
Durch das Gemeindegebiet fließt von West nach Ost die Dreckau, deren östlich der Bahnstrecke gelegener Teil früher Krummbek genannt wurde. Sie mündet im östlichen Gemeindegebiet in die Ohlau.
Die Gemeinde liegt nördlich von Hamburg an der Bundesstraße 4 zwischen den Städten Bad Bramstedt und Kaltenkirchen. Alternativ kann Lentföhrden über die Bundesautobahn 7 Abfahrt Kaltenkirchen erreicht werden. Auf Schienenwege ist die Gemeinde über die Bahnstrecke Hamburg-Altona–Kaltenkirchen–Neumünster der AKN zu erreichen.
Im Zuge des geplanten Ausbaus der Ostseeautobahn wird Lentföhrden ebenfalls über die Bundesautobahn 20 zu erreichen sein. Die Anschlussstelle wird voraussichtlich nördlich der Gemeinde in Richtung Bad Bramstedt entstehen.

## Geschichte
Lentföhrden wurde 1479 erstmals urkundlich erwähnt. Durch das Gemeindegebiet führten der Ochsenweg und die Altona-Kieler Chaussee. Diese ca. 94 km lange Landstraße hat zwischen 1830 und 1832 der damalige König Friedrich VI. von Dänemark erbauen lassen.

## Politik

### Gemeindevertretung
Bei der Kommunalwahl am 14. Mai 2023 wurden insgesamt 17 Sitze vergeben. Von diesen erhielten die Wählergemeinschaft – Wir für Lentföhrden und die CDU je sechs Sitze und die Kommunale Wählervereinigung Lentföhrden erhielt fünf Sitze.

### Wappen
Blasonierung: „In Silber ein balzender, in Anlehnung an die natürliche Farbgebung von Schwarz, Gold und Rot tingierter Birkhahn.“
Das Wappen ist im Juni 1985 aus einem Ideenwettbewerb mit fast 80 Entwürfen hervorgegangen. Am 30. Januar 1987 wurde das Wappen genehmigt.

## Sehenswürdigkeiten
In der Liste der Kulturdenkmale in Lentföhrden stehen die in der Denkmalliste des Landes Schleswig-Holstein eingetragenen Kulturdenkmale.

## Wirtschaft und Infrastruktur
Das Gemeindegebiet ist überwiegend landwirtschaftlich geprägt. Im Zuge der Diskussion um den Bau des Flughafens Kaltenkirchen, der jedoch nicht umgesetzt wurde, entstanden in Lentföhrden auch mehrere Wohngebiete.
In Lentföhrden gibt es ein Alten- und Pflegeheim, einen Kindergarten, eine Grundschule mit Sporthalle sowie ein Jugend- und Kulturzentrum und ein Freibad.
Seit dem Jahr 2013 verfügt das Dorf größtenteils über ein Glasfasernetz. Die zugrunde liegende Technik basiert auf Fibre to the Home. Lentföhrden ist in den meisten Teilen mit VDSL100 überbaut.